# Liam Gallagher
William John Paul "Liam" Gallagher (n. 21 septembrie 1972, Burnage, Manchester) este un muzician și compozitor englez cunoscut în special drept liderul formației rock Oasis. Una dintre principalele mișcări Britpop din anii '90, mișcarea scenică nesigură a lui Gallagher, stilul său distinct de a cânta și atitudinea sa abrazivă, toate acestea au fost subiecte demne de comentat ale presei. El rămâne una dintre cele mai recunoscute figuri ale muzicii britanice moderne. Deși fratele său mai mare, Noel Gallagher, scrie majoritatea versurilor melodiilor de la Oasis, Liam a scris piese precum "Songbird", "The Meaning of Soul" și "I'm Outta Time".
1. ↑   http://news.bbc.co.uk/2/hi/entertainment/939810.stm Lipsește sau este vid: |title= (ajutor)
2. ↑   https://www.theguardian.com/music/2015/dec/18/liam-gallagher-nicole-appleton-divorce-case-legal-bill Lipsește sau este vid: |title= (ajutor)